# Med Campus IV
Der Standort Med Campus IV. des Kepler Universitätsklinikums (KUK) in Linz wurde bis 2016 als Landes- Frauen- und Kinderklinik Linz geführt. Das Krankenhaus befindet sich im Neustadtviertel.

## Geschichte
Die Landes- Frauen- und Kinderklinik Linz (LFKK Linz), seit 2015/2016 als Standort Med Campus IV. des Kepler Universitätsklinikums geführt, war ein Krankenhaus des Landes Oberösterreich (gespag) im Linzer Bezirk Kaplanhof (Spitalsviertel). Es befindet sich seit 2006 am gemeinsamen Standort an der Krankenhausstraße, wo zuvor nur die Landeskinderklinik untergebracht war. Die Landesfrauenklinik, gegründet 1788 als Gebär- und Findelanstalt, hatte von 1843 bis 2006 mit Unterbrechungen einem eigenen Standort an der Lederergasse 47, dem ehemaligen Edelsitz Eckharthof. Im Jahr 2010 waren 143 Ärzte an der Klinik angestellt, insgesamt waren 1076 Mitarbeiter beschäftigt. Mit knapp 3.500 Geburten pro Jahr war die LFKK die größte Geburtsklinik Österreichs. Zusätzlich wurden weitere Operationen im Fachbereich durchgeführt (2010: 5.781 Operationen).
Per 31. Dezember 2015 wurde die LFKK Teil des Kepler Universitätsklinikums.

## Einrichtung

### Organisation
Rechtsträger des Standorts Med Campus IV. ist das Kepler Universitätsklinikum.
Die Kollegiale Führung des Krankenhauses wird von einer Ärztlichen Direktion, einer Kaufmännischen Direktion und einer Pflegedirektion gebildet.

### Medizinische Schwerpunkte
Die Schwerpunkte bilden folgende medizinische Fachabteilungen: Gynäkologie und Geburtshilfe, Kinder- und Jugendheilkunde, Kinder- und Jugendpsychiatrie, Kinderchirurgie, Neonatologie und Kinderkardiologie.